# Anastasiya Prykhodko
Anastasia Prihodko (em russo:  Анастаси́я Константи́новна Прихо́дько, em ucraniano:  Анастасія Костянтинівна Приходько, nasceu em 21 de Abril de 1987, Kiev, União Soviética). é uma cantora ucraniana, que ganhou o direito, a 7 de Março de 2009, de representar a Rússia no Festival Eurovisão da Canção 2009. Este facto foi ainda mais importante pois o festival realizou-se na Rússia.